# Ibrahim Abderamane Halidi
Ibrahim Halidi (* 31. Dezember 1954 in Adda-Douéni; † 23. Februar 2020) oder offiziell Halidi Abderamane Ibrahim  war ein langjähriger Politiker auf den Komoren, Philosophielehrer und Schriftsteller.

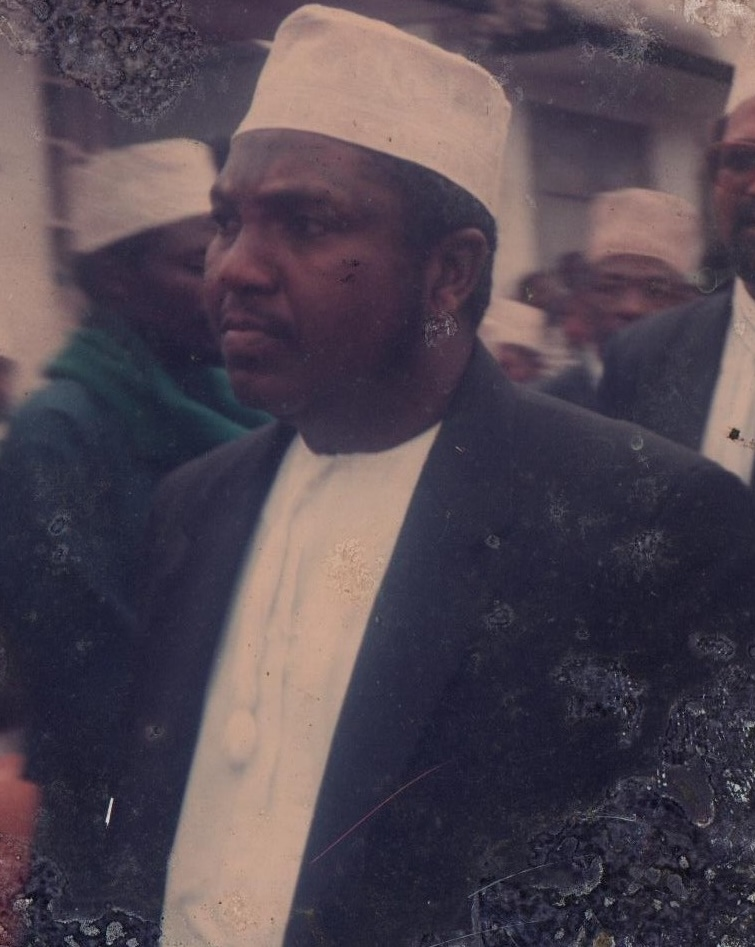
Ibrahim Halidi

## Biografie
Offiziell in Adda Daoueni geboren, aber er wurde in Bandracouni geboren, dem Dorf seiner Mutter Naïme Mouchidra Moussa. Er wurde als Djamil Halidi geboren, wurde aber 1960 in Ibrahim Halidi umbenannt, als er in Ouani lebte, um behandelt werden zu können und zur Schule zu gehen. 
Ibrahim Halidi leitete das Nationale Komitee der revolutionären Jugend und war eine zweite wichtige Person für das Regime von Ali Soilihi. Als Ali Soilihi und seine Regierung zurücktraten, wurde Ibrahim Halidi für etwa einen Monat Präsident. Das Revolutionsregime verurteilte Ibrahim Halidi 1977 während eines Prozesses im Hotel Alamal zum Tode.
Nach dem Staatsstreich gegen Ali Soilihi im Mai 1978 war Ibrahim Halidi der Gefangene von Hombo und Patsy in Anjouan. Nach dem Abitur 1978 ging er nach Togo, um an der Universität von Lomé Philosophie und Erziehungswissenschaften zu studieren. Er kehrte 1983 auf die Komoren zurück und unterrichtete Philosophie an einer Sekundarschule in Fomboni, Moheli, dann in Mutsamudu und Domoni, Anjouan. 
Nach den Präsidentschaftswahlen 1990 wurde Ibrahim Halidi Innenminister, dann Minister für Information, Kultur, Jugend und Sport. Er gründete zusammen mit Saïd El Anis Mohamed Djohar und Mohamed Dhakoine Abdou die Partei Union der Demokratie für Dezentralisierung. Nach den Parlamentswahlen am 22. und 29. November 1992 wurde Ibrahim Halidi zunächst Abgeordneter, dann von Januar bis Mai 1993 Premierminister der Komoren. 
Ibrahim Halidi hat dreimal für das Präsidentenamt kandidiert. Das erste Mal im März 1996 im Namen der Union des Démocrates pour la Décentralisation (UDD). Dann bei den Präsidentschaftswahlen auf der Insel Anjouan im März 2002. Und schließlich bei den Präsidentschaftswahlen der Union der Komoren im April und Mai 2006. 
Im Jahr 2017 wurde bei ihm in Antananarivo Krebs diagnostiziert. Nachdem er sich zur Behandlung in Madagaskar, Mauritius und Tansania aufgehalten hatte, starb er am 23. Februar 2020 im Krankenhaus von Mayotte.
Er ist der Autor des posthumen Buches Comores. Unité dans la pluralité, das 2021 im Verlag L'Harmattan erscheint.